# Чаочжоу
Чаочжоу (кит. спр. 潮州市, піньїнь: Cháozhōu Shì) — місто-округ в китайській провінції Гуандун. 

## Географія
Чаочжоу розташовується на сході провінції.

### Клімат
Місто знаходиться у зоні, котра характеризується вологим субтропічним кліматом. Найтепліший місяць — липень із середньою температурою 28.7 °C (83.7 °F). Найхолодніший місяць — січень, із середньою температурою 13.5 °С (56.3 °F).
| Клімат Чаочжоу          | Клімат Чаочжоу | Клімат Чаочжоу | Клімат Чаочжоу | Клімат Чаочжоу | Клімат Чаочжоу | Клімат Чаочжоу | Клімат Чаочжоу | Клімат Чаочжоу | Клімат Чаочжоу | Клімат Чаочжоу | Клімат Чаочжоу | Клімат Чаочжоу | Клімат Чаочжоу |
| Показник                | Січ.           | Лют.           | Бер.           | Квіт.          | Трав.          | Черв.          | Лип.           | Серп.          | Вер.           | Жовт.          | Лист.          | Груд.          | Рік            |
| Середня температура, °C | 13,5           | 14,2           | 16,9           | 21,1           | 24,7           | 26,9           | 28,7           | 28,5           | 26,9           | 23,6           | 19,5           | 15,3           | 21,7           |
| Норма опадів, мм        | 33.1           | 62.2           | 91.6           | 159            | 216.5          | 287.5          | 192.7          | 209            | 144.1          | 60.3           | 39.4           | 27.4           | 1522.8         |
| Днів з опадами          | 9,6            | 11,3           | 13,5           | 13,9           | 16,4           | 18,2           | 13,2           | 13,9           | 10,6           | 7,3            | 7,6            | 8              | 143,5          |
| Вологість повітря, %    | 76.3           | 80.2           | 81.4           | 81.9           | 83.6           | 84.6           | 80.6           | 80.5           | 80.1           | 76.8           | 75.7           | 74.7           | 79.7           |
| ----------------------- | -------------- | -------------- | -------------- | -------------- | -------------- | -------------- | -------------- | -------------- | -------------- | -------------- | -------------- | -------------- | -------------- |
| Джерело: Weatherbase    |                |                |                |                |                |                |                |                |                |                |                |                |                |